# 宇佐美友紀
宇佐美 友紀（1984年12月6日—）是日本的藝人，埼玉縣三鄉市出身，女子偶像團體AKB48前Team A成員，現屬事務所VASP。

## 來歷
- 2005年10月30日參加AKB48第一期的甄選合格(參加人數7,924人，合格者24名)。
- 2006年3月31日於AKB48畢業，是AKB48第一個畢業生。

### 所屬事務所遍歴
- office48→（自由職業）→PROUD→（自由職業）→VASP

## 人物
- 埼玉縣出身，千葉縣長大，現在住在東京都。

## AKB48在籍時的参加曲

### 單曲CD選抜曲
- 櫻花的花瓣們

### 劇場公演小組曲
teamA 1st Stage「PARTY开始了」公演
1. 星の温度（1st UNIT）

## 出演

### 綜藝節目
- M zip（前正式、千葉電視台）
- ギャルギャル大図鑑（埼玉電視台）

### DVD
- SPECIAL EDITION AKB48 「Memories」宇佐美友紀（2006年6月23日、AKS）
- 宇佐美友紀 〜USAMISU〜（2008年8月25日）

### 其他
- 広報みさと（平成16年12月号）
- 情報倫理教材パートΙΙ（2004年）

## 外部連結
- 宇佐美友紀オフィシャルブログ ジュースでごはん（页面存档备份，存于）
- 宇佐美友紀 (MCusms)的X（前Twitter）